# 프레더릭 메디슨 로버츠

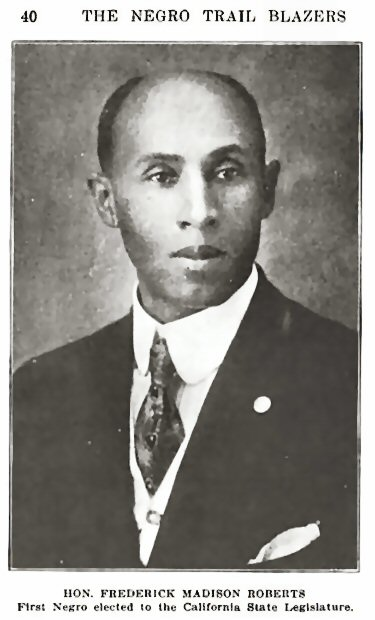
프레더릭 메디슨 로버츠, 1919

프레더릭 매디슨 로버츠(Frederick Madison Roberts, 1879년 9월 14일 ~ 1952년 7월 19일)는 흑인 출신 최초의 미국 주 의회 의원이자, 미국의 신문인이자 편집자, 교육자, 기업인이다. 아프리카계 미국인 출신으로 최초로 캘리포니아 주의회 의원에 당선된 인물이다. 토머스 제퍼슨과 샐리 헤밍스의 아들인 매디슨 헤밍스의 외손자였다.

## 생애
로버츠는 1879년 9월 14일 오하이오주 칠리코시에서 오벌린 대학 (Oberlin College)의 학장인 앤드루 잭슨 로버츠(Andrew Jackson Roberts, 1852 - 1927)와 샐리 헤밍스의 손녀인 엘렌 웨일스 헤밍스(Ellen Wayles Hemings, 1856-1940)의 아들로 태어났다. 엘렌 웨일스 헤밍스는 매디슨 헤밍스의 딸이었다. 프레더릭이 여섯 살 때 그의 가족은 로스 앤젤레스로 이사했고, 그의 아버지 앤드루 잭슨 로버츠는 최초의 흑인 소유의 장례식장을 설립하였다. 로버츠는 둘째 아들로, 그에게는 형 윌리엄 자일스 로버츠가 있었다.
로버츠와 그 후손들은 대학 진학에 강한 의욕을 보였고, 로스 앤젤레스 지역에서는 명망높은 집안이 되었다. 프레드릭 로버츠는 로스 앤젤레스 고등학교와 대학의 최초의 아프리카 계 미국인 졸업생이 되었다. 로버트는 사우스 캘리포니아 대학에서 법학 예비 과정을 이수하였고, 콜로라도 전문대학(Colorado College)에서도 수학했다. 1908년에 로버트는 콜로라도 스프링스 라이트 신문의 편집인이 되었다. 콜로라도에 있는 동안 엘 파소 카운티의 부(副) 감정평가사가 되었고, 미시시피에서는 모드 뷰 일반&공업 고등학교(Mound Bayou Normal and Industrial Institute)의 교장이 되었다. 이는 아프리카계 미국인을 위해 설립된 학교 중 하나이다.
1912년 로버츠는 로스 앤젤레스로 돌아와 뉴 에이지 파견 신문의 일을 보았다. 또, 그는 아버지의 영안실 사업에도 협력하였다. 신문 편집자 및 비즈니스 소유자로, 로버츠는 로스 앤젤레스에서 성장, 아프리카 계 미국인 사회의 저명한 지도자가 되었다. 또 그는 그레이트 마이 그 레이션의 남감리 교회의 일원이되었다. 그 밖에 유색 인종의 발전을 위한 협회(NAACP)와 흑인 시민단체인 우르반 리그(Urban League)의 회원으로도 활동한다.
1918년 로버츠는 캘리포니아 주의회 의원 후보로 출마, 62 지구에서 공화당 소속 후보자로 자신의 최고 라이벌이었던 후보자와 경쟁했는데, 그는 인종 차별적 비방을 했다. 그럼에도 당선되어 흑인 최초로 주 의원이 되었다. 1921년 로버트는 페렐 힌츠(Pearl Hinds)와 결혼했다. 이어 이들은 보스턴 컨서버토리 (Boston Conservatory)에서 공부했다. 이들은 전문 피아니스트가 된 딸 글로리아와 로스엔젤레스에 거주한 다른 딸 패트리샤를 두었다. 의원 재직 중 후원 법안 수립 캘리포니아 대학교 로스앤젤레스의 설립을 추진함과 동시에 LA의 공공 교육을 개선하고, 여러 시민의 권리와 그에 대한 백인들의 폭력을 측정한다. 그는 3번을 캘리포니아 주의원으로 재선, 16년간 주의원으로 재직했다. 1934년에는 또다른 흑인으로 민주당 후보자로 출마한 아우구스투스 F. 호킨스와의 경쟁에서 패하여 낙선했다. 1946년에 로버츠는 캘리포니아의 14지구 하원 의원 선거구에서 헬렌 가하한 더글러스의 선거 운동을 지원하였다.
1952년 7월 18일 저녁에 1952 공화당 전당 대회에 참석하고 돌아오던 중 그가 운전하던 자동차가 자신의 집인 로스 앤젤레스 집 근처에 도착했을 때 갑자기 다른 차량에 의해 공격 당했다. 이 때 로버츠는 심각한 부상을 입었다. 그는 그 다음날 오후에 사망, 로스 앤젤레스 카운티의 종합 병원에 안치된다. 이어 그는 아내와 두 딸에 의해 상록 묘지에 안장된다.

## 참조
1. ↑  Robert Fikes, "Frederick Madison Roberts"
2. ↑  Roberts, E to F

## 관련 서적
- Delilah L. Beasley, Negro Trail Blazers of California, Los Angeles: 1919, pp. 137, 215-16. (An early picture of Roberts appears on p. 40.)
- Fawn M. Brodie, Thomas Jefferson: An Intimate History, New York: W.W. Norton & Co., 1974
- Annette Gordon-Reed, Thomas Jefferson and Sally Hemings: An American Controversy, Charlottesville: University of Virginia Press, 1998
- Annette Gordon-Reed, The Hemingses of Monticello: An American Family, New York: W.W. Norton & Co., 2008
- Shannon Lanier and Jane Feldman, Jefferson's Children: The Story of One American Family New York: Random House Books for Young Readers, 2000 (with photos of Jefferson descendants on both sides)